# Голубая волна 2
«Голубая волна 2» (англ. Blue Crush 2) — американский фильм 2011 года режиссёра Майка Эллиота. Вышел сразу на видео минуя кинотеатры. Является продолжением фильма 2002 года «Голубая волна», хотя не связан с ним ни сюжетом, ни персонажами.

## Сюжет
Дана живёт в шикарном особняке в Беверли-Хиллз вместе со своим отцом. Её мать умерла, когда ей было 5 лет. Дану не привлекает её скучная жизнь и те планы, которые строит отец насчёт её дальнейшего образования. Она хочет быть «свободной духом», как мама, которая была сёрфером. У неё есть мамин дневник и много её фотографий. Дана решает сбежать из дома на мамину родину в Южную Африку и посетить там все места из её дневника. Дана улетает в Дурбан, оставив папе записку. В Африке она знакомится с двумя девушками: местной жительницей Пуши и заносчивой серфершей Тарой из команды Roxy. Попутно она становится жертвой ограбления.
Пуши приводит Дану в то место, где она сейчас живёт сама. Это небольшая коммуна, живущая на берегу океана и самовольно захватившая кусок пляжа. Пуши также принимает участие в путешествиях Даны по местам её мамы. Однажды Пуши приводит Дану на экскурсию в городские трущобы, чтобы показать ей свою настоящую родину и отводит её на местную дискотеку. Там Дана случайно сталкивается с человеком, который её обокрал, а также узнаёт, что парень из коммуны Грант, который ей нравился, занимается контрабандой слоновьих бивней. В это время папа Даны отправляется в Африку на поиски дочери.
Неожиданно в коммуну приезжает полиция вместе с бульдозерами, которые равняют с землёй все незаконные постройки. Часть коммуны остаётся на развалинах, а другая часть отправляется в залив Джеффри, где через несколько дней синоптики обещают хорошие волны. В то же время бренд одежды для сёрферов Roxy проводит там отбор девушек для своей команды. Пуши участвует в соревнованиях и ей удаётся победить. В тот же вечер Дана примиряется с отцом. Теперь у неё остаётся последнее задание: покорить волны залива Джеффри, это последнее место из маминого дневника.

## В ролях
- Саша Джексон — Дана
- Элизабет Мэтис — Пуши
- Бен Милликен — Тим
- Шарни Винсон — Тара
- Крис Фишер — Грант
- Гидеон Эмери — Джоэл, папа Даны
- Роджер Халстон — ковбой

## Рецензии
В большинстве своём критики приняли фильм плохо. Критиковали в основном за простой предсказуемый сюжет, хвалили за сёрфинг и виды Южной Африки.